# Walker-Nunatak
Der Walker-Nunatak ist ein kleiner, 919 m hoher Nunatak im ostantarktischen Mac-Robertson-Land. Er ragt 16 km östlich der Branson-Nunatak am Ostrand der Framnes Mountains auf.
Im Rahmen der Australian National Antarctic Research Expeditions wurde der Nunatak anhand von Luftaufnahmen aus dem Jahr 1962 kartiert und von einer Erkundungsmannschaft im Januar 1963 per Hundeschlitten besucht. Das Antarctic Names Committee of Australia (ANCA) benannte ihn nach Kevin George Walker (* 1927), Hilfskoch auf der Mawson-Station im Jahr 1962 und Mitglied der Hundeschlittenmannschaft.